# کرخوون (مینه‌سوتا)
کرخوون، مینه‌سوتا (به انگلیسی: Kerkhoven, Minnesota) یک شهر در ایالات متحده آمریکا است که در شهرستان سوئیفت، مینه‌سوتا واقع شده‌است.

## خصوصیات
کرخوون ۲٫۱۲ کیلومترمربع مساحت و ۷۵۹ نفر جمعیت دارد و ۳۳۵ متر بالاتر از سطح دریا واقع شده‌است.